# Popska (Gabrovo)
Popska (Bulgaars: Попска) is een dorp in centraal-Bulgarije. Het dorp is gelegen in de gemeente Sevlievo, oblast Gabrovo. Het dorp ligt hemelsbreed ongeveer 17 km ten zuiden van Sevlievo, 20 km ten noordwesten van Gabrovo, 29 km ten oosten van Trojan en 143 km ten noordoosten van de hoofdstad Sofia.

## Bevolking
Op 31 december 2020 telde het dorp 25 inwoners, een diepterecord sinds de volkstelling van 1946, toen er 416 personen in het dorp werden geregistreerd.
| Bevolkingsontwikkeling tussen 1934 en 2020          |
| --------------------------------------------------- |
|                                                     |
| Bron: Nationaal Statistisch Instituut van Bulgarije |

Het dorp wordt uitsluitend bewoond door etnische Bulgaren.
| Etnische samenstelling van de respondenten (2011) | Etnische samenstelling van de respondenten (2011) | Etnische samenstelling van de respondenten (2011) | Etnische samenstelling van de respondenten (2011) | Etnische samenstelling van de respondenten (2011) |
| ------------------------------------------------- | ------------------------------------------------- | ------------------------------------------------- | ------------------------------------------------- | ------------------------------------------------- |
|                                                   |                                                   |                                                   |                                                   |                                                   |
| Bulgaren                                          | Bulgaren                                          |                                                   | 100,0%                                            | 100,0%                                            |
| Turken                                            | Turken                                            |                                                   | 0,0%                                              | 0,0%                                              |
| Roma                                              | Roma                                              |                                                   | 0,0%                                              | 0,0%                                              |
| Anders/Onbekend                                   | Anders/Onbekend                                   |                                                   | 0,0%                                              | 0,0%                                              |